# Gare de Maricopa
La gare de Maricopa est une gare ferroviaire des États-Unis située à Maricopa dans l'État de l'Arizona. C'est la gare la plus proche de Phoenix.

## Service des voyageurs

### Desserte
Les liaisons longue-distance qui desservent la gare sont :
- le Sunset Limited: Los Angeles - La Nouvelle-Orléans
- le Texas Eagle: Los Angeles - Chicago

Les deux trains sont combinés entre Los Angeles et San Antonio. Il y a trois services dans chaque sens par semaine.